# Teoria evolutiva dei giochi
La teoria evolutiva dei giochi (EGT, evolutionary game theory) è l'applicazione dei modelli presi dalla genetica delle popolazioni della variazione nella frequenza di un gene in popolazioni alla teoria dei giochi. Differisce dalla teoria dei giochi classica perché è centrata sulla dinamica del cambio di strategia più che sulle proprietà degli equilibri della strategia. A dispetto del nome, la teoria dei giochi evolutiva è trattata molto più dagli economisti che dai biologi.
La metodologia di studio solita delle dinamiche evolutive nei giochi è attraverso equazioni di replicatori. Queste suppongono popolazioni infinite, tempo continuo, totale commistione e autentiche strategie di riproduzione Gli attrattori (punti stabili fissi) delle equazioni sono equivalenti agli stati stabili di evoluzione.